# Тривисмутид тетрапразеодима
Тривисмутид тетрапразеодима — бинарное неорганическое соединение
празеодима и висмута
с формулой Pr4Bi3,
кристаллы.

## Получение
- Сплавление стехиометрических количеств чистых веществ:

{\displaystyle {\mathsf {4Pr+3Bi\ {\xrightarrow {1650^{o}C}}\ Pr_{4}Bi_{3}}}}

## Физические свойства
Тривисмутид тетрапразеодима образует кристаллы
кубической сингонии,
пространственная группа I 43d,
параметры ячейки a = 0,9611 нм, Z = 4,
структура типа тетрафосфида тритория Th3P4
.
Соединение образуется по перитектической реакции при температуре ≈1650°С

.